# Michael Goldenberg
Michael Goldenberg (ur. 18 stycznia 1965 w Nowym Jorku) – amerykański dramaturg, scenarzysta i reżyser filmowy. Ukończył "Carnegie Mellon College of Drama" w 1986 roku z tytułem B.F.A. Goldenberg najbardziej znany jest z filmu Harry Potter i Zakon Feniksa (2007) – był to jedyny film z serii filmów o Harrym Potterze, którego scenariusz nie został napisany przez Steve'a Klovesa.

## Kariera
Goldenberg jest scenarzystą i reżyserem Usłane różami (1996). Jest również współscenarzystą dla adaptacji Kontakt (1997) oraz wspólnie z P. J. Hogan zaadaptował Piotrusia Pana (2003). Jest także scenarzystą piątej części filmu o przygodach Harry'ego Pottera, pod tytułem Harry Potter i Zakon Feniksa (2007).
Goldenberg został wybrany do napisania scenariusza do tego ostatniego filmu w listopadzie 2004 roku, kiedy Steve Kloves, który zaadaptował pierwsze cztery książki o Harrym Potterze odrzucił propozycję zrobienia piątego filmu z tej serii, z powodu wyczerpania i zainteresowania realizacją innych projektów. BBC poinformowało, że Goldenberg miał napisać i wyreżyserować futurystyczny dramat dla Warner Bros. Był także jednym ze scenarzystów filmu o superbohaterach pod tytułem Zielona Latarnia, którego scenariusz przepisał dla reżysera Martina Campbella.
Jest również współautorem (wraz z Geoffem Johnsem) Zielona Latarnia Prequel Special: SINESTRO #1 DC Comics (z udziałem Sinestro z Zielonej Latarni). Napisał scenariusz do filmu o Wonder Woman, który nie został wykorzystany.
Napisał szkic scenariusza dla adaptacji Artemis Fowl (2020), chociaż ostatecznie nie został uznany.

## Filmografia
| Rok  | Tytuł                        | Reżyser            | Uwagi                                                                 |
| ---- | ---------------------------- | ------------------ | --------------------------------------------------------------------- |
| 1996 | Usłane różami                | Michael Goldenberg |                                                                       |
| 1997 | Kontakt                      | Robert Zemeckis    | Współautor z Jamesem V. Hartem                                        |
| 2003 | Piotruś Pan                  | P. J. Hogan        | Współautor z P. J. Hoganem                                            |
| 2007 | Harry Potter i Zakon Feniksa | David Yates        |                                                                       |
| 2011 | Zielona Latarnia             | Martin Campbell    | Współautor z Gregiem Berlantim, Marc Guggenheimem i Michaelem Greenem |